# Pavilly
Pavilly là một xã trong vùng hành chính Normandie, thuộc tỉnh Seine-Maritime, quận Rouen, tổng Pavilly. Tọa độ địa lý của xã là 49° 34' vĩ độ bắc, 00° 57' kinh độ đông. Pavilly nằm trên độ cao trung bình là 102 mét trên mực nước biển, có điểm thấp nhất là 50 mét và điểm cao nhất là 166 mét. Xã có diện tích 14,19 km², dân số vào thời điểm 1999 là 6140 người; mật độ dân số là 433 người/km².

## Thông tin nhân khẩu
| 1962  | 1968  | 1975  | 1982  | 1990  | 1999  |
| ----- | ----- | ----- | ----- | ----- | ----- |
| 4.276 | 5.024 | 5.593 | 5.442 | 5.729 | 6.140 |